# Naturschutzgebiet Strundetal
Das Naturschutzgebiet Strundetal erstreckt sich zu beiden Seiten der Strunde ungefähr zwischen Gut Schiff und Lochermühle in den Stadtteilen Herrenstrunden und Sand von Bergisch Gladbach. Es wird auf der Talsohle von der Kürtener Straße durchschnitten. Das Gebiet liegt in der Paffrather Kalkmulde.

## Vegetation
Der nördliche Talhang ist zum Teil durch alte Buchenwälder mit unterschiedlichem Pflanzenbewuchs und Bodeneigenschaften geprägt. Am südlichen Hang des so genannten Steinbergs erstreckt sich ein geophytenreicher Buchenwald mit Perlgräsern in schattigen Lagen. Nördlich von Gut Schiff befindet sich am Hang eine Magergrünlandfläche.
Der Naturschutz dient insbesondere
- der Erhaltung und Sicherung der Fließgewässer, Auenwälder, Stillgewässer, Wälder und Gebüsche,
- der Sicherung der Funktion als Biotopverbundfläche,
- der Erhaltung und Entwicklung des Tales als typischen Landschaftsausschnitt der Paffrather Kalkmulde,
- der Erhaltung und Entwicklung der naturnahen Strunde und der begleitenden Auwälder,
- Erhaltung und Entwicklung des Tales als Lebensraum vieler gefährdeter Pflanzenarten, wie zum Beispiel der Orchideen-Kalkbuchenwälder,
- Erhaltung und Entwicklung des mageren, artenreichen Hanggrünlandes,
- Erhaltung und Entwicklung mehrerer kleiner Steinbrüche und Aufschlüsse als geowissenschaftlich schutzwürdige Objekte,
- Erhaltung der regionalen Bedeutung des Strundetals für die Erholung.[1]